# Zaopiekuj się mną (album)
Zaopiekuj się mną – album łódzkiej grupy Rezerwat. Wydany w roku 1993 nakładem wydawnictwa Top Music.
Jest pierwszą z dwóch części kompilacji największych przebojów grupy. Wszystkie utwory zostały nagrane w nowych wersjach. Nagrań dokonano w studio „Olex” Łódź. Produkcja i aranżacje: Andrzej Adamiak i Zbigniew Nikodemski. Realizacja nagrań: Wojciech Olejnik. Współpraca: Wiesław Grzelak.

## Utwory
Źródło:.
1. „Zaopiekuj się mną” (muz. Zbigniew Nikodemski, Piotr Mikołajczyk; sł. Andrzej Adamiak, Andrzej Senar) – 4:53
2. „Obserwator” (muz. Piotr Mikołajczyk; sł. Andrzej Adamiak, Andrzej Senar) – 5:30
3. „Histeria” (muz. Wiktor Daraszkiewicz; sł. Andrzej Adamiak, Andrzej Senar) – 3:03
4. „Na półce” (muz. Andrzej Adamiak; sł. Witold Zechenter) – 2:43
5. „Modlitwa o więź” (muz. i sł. Andrzej Adamiak) – 6:25
6. „Nie pragnę kwiatów” (muz. Wiktor Daraszkiewicz; sł. Andrzej Adamiak, Andrzej Senar) – 4:45
7. „Cywilizacja” (muz. i sł. Andrzej Adamiak) – 4:38
8. „Boję się” (muz. Andrzej Adamiak; sł. Andrzej Adamiak, Andrzej Senar) – 4:00
9. „To tylko mój pogrzeb” (muz. Wiktor Daraszkiewicz; sł. Andrzej Adamiak) – 4:57
10. „Cieć” (muz. i sł. Andrzej Adamiak) – 3:18

## Autorzy
Źródło:.
- Andrzej Adamiak – gitara basowa, śpiew
- Zbigniew Nikodemski – instrumenty klawiszowe, programowanie instrumentów klawiszowych i perkusyjnych
- Marcin Jędrych – gitary
- Sławomir Romanowski – perkusja

gościnnie:
- Krzysztof Szmigiero – gitary